# Адаб (литература)

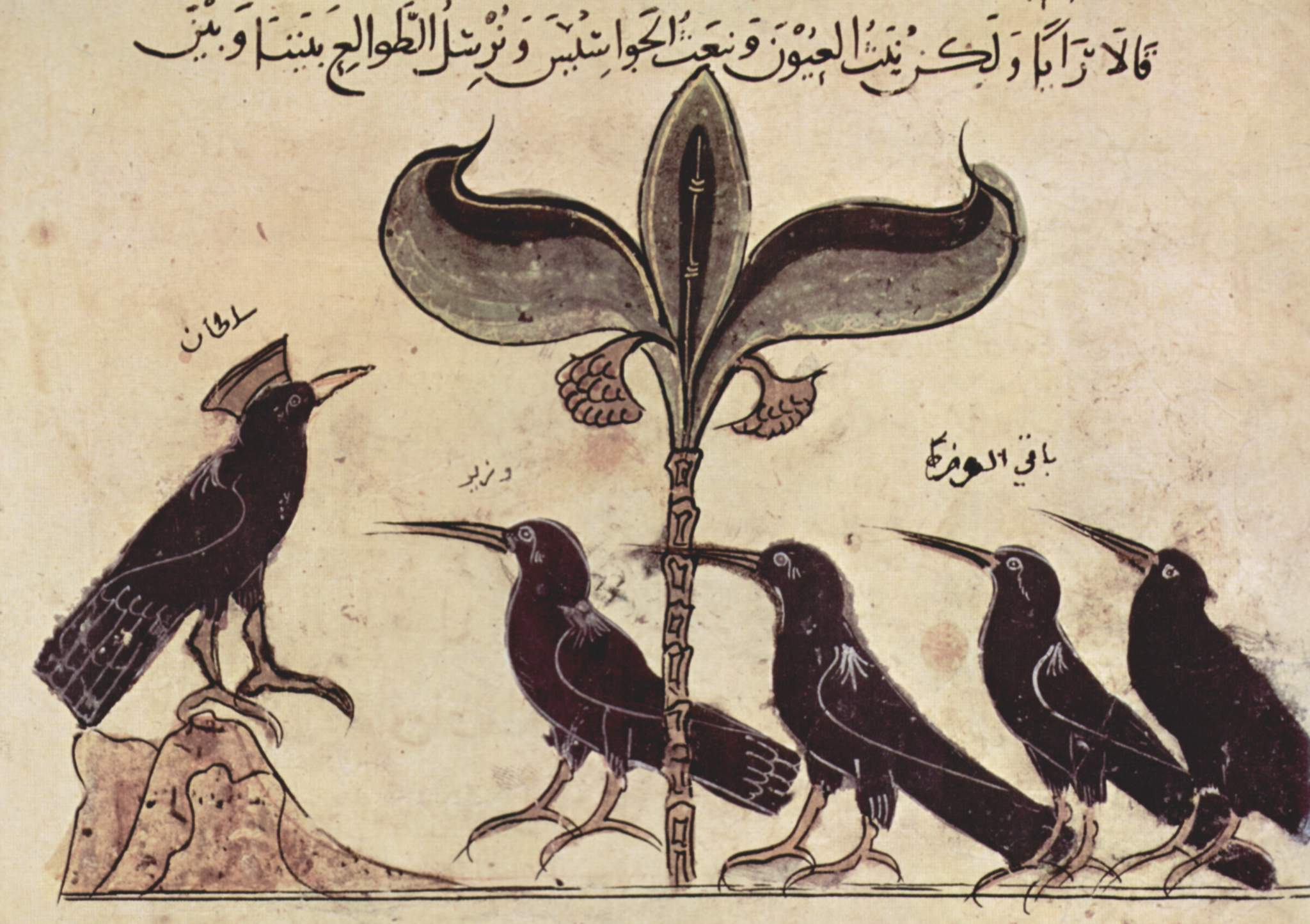
Король воронов со своими советниками.

Адаб (араб. أدب‎) — исламский термин, которым обозначается жанр морально-дидактической литературы. Литератор, взявший на себя обязанность заниматься совершенствованием наиболее деятельной части общества назывался адибом. Наиболее яркими представителями адаба были аль-Джахиз, Ибн Кутайба и Абу Хайян ат-Таухиди.

## История
В IX веке в арабо-исламской культуре оформилось направление, целью которой было воспитание через литературу «похвального образа поведения», унаследованного от предков. Литаратура адаба существовала в виде различных сборников, трактатов, антологий и очерков. В сборники адабов входили образцы изящной словесности, прежде всего поэзии, а также отрывков из Корана и сунны пророка Мухаммеда. Со временем она стала включать терминологию и образцов сочинений из различных наук: сочинения на моральные темы; собрания изысканных стихов, шуток, анекдотов, которые помогают вести непринужденную беседу. Культура адаба означала выработку свода светских правил для судей, учителей, чиновников и т. п.. Ибн Хальдун называет четырёх основных представителей адаба: Ибн Кутайба, аль-Мубаррад, аль-Джахиз, Абу Али аль-Кали аль-Багдади. В числе лучших образцов литературы адаба — «Книга о скупцах» аль-Джахиза, «Единственное ожерелье» Ибн Абд-Раббихи и «Адаб писца» Ибн Кутайбы.
Адабом также именовался жанр сборников греческих афоризмов, носивших в основном этически-наставляющий характер. В дальнейшем термин стал обозначать морально-дидактическую литературу, которая опиралась на исламскую традицию и не имела прямого отношения к греческим оригиналам. В конечном счете адаб представлял собой сплав арабского, греческого и персидского начал, которые сделали ислам мировой религией.
В исламском праве термин адаб имеет значение, близкое или прямо выводимое из понятия «предписанное и запретное» (аль-амр ва ан-нахй). В этом значении оно употребляется в выражении «адаб хаджа» (правила совершения паломничества) или «адабе чтения Корана» (когда можно брать в руки Коран, где читать, куда класть, т. д.).
Морально-дидактические рассуждения адаба строятся вокруг тезиса о необходимости «воздания должного». Таким образом адаб оказывается рассуждением о «приличии» в прямом смысле этого слова. Понятия «наиболее приличествующего» (аль-альяк) и «наиболее достойного» (аль-аслах), разрабатывались не только в каламе и исмаилизме, но и в других школ арабской средневековой мысли. Эти понятия связаны с понятием «должного» (ваджиб), непосредственно сопряжённое с категорией «право» (хакк). Адаб, как наука о приличиях стремится сформулировать практические рецепты поведения, которое не нарушало бы таких «прав» и воздавало бы «должное».
Общеисламский адаб опирается на то понимание «должного», которое выражено в шариате в категориях ваджиб (необходимое) и сунна, или мандуб (рекомендуемое). Почти неисчерпаемую почву адабных рассуждений составляет обширный материал хадисов пророка Мухаммеда и литературы вокруг них. Каждая из школ арабо-мусульманской философской мысли добавляет к этому что-то своё в зависимости от того, что именно считается должным и на что она считает необходимым обратить внимание своих последователей.
В эпоху «мусульманского ренессанса» (IX—XI века), и позднее, при дворах правителей проходились встречи учёных, мыслителей, поэтов, музыкантов, а также их покровителей. В основе адаба лежало следование духовным традициям, а его целью было всё же образование светское. Адабные учебники давали читателю начальные знания в области математики, грамматики, истории, арабской поэзии, генеалогия арабских племён, риторики, этики и т. п.
В современных арабских странах адаб означает художественную литературу.

## Список литературы адаба
- Абу Али аль-Кали аль-Багдади Китаб ан-навадир;
- аль-Джахиз аль-Байан ва ат-табйин[4];
- аль-Джахиз «Книга о скупцах»;
- Ибн Кутайба «Источники историй»;
- Ибн Кутайба «Адаб писца» (Адаб аль-куттаб) — своего рода справочник, содержавший необходимые чиновнику сведения[5];
- аль-Маварди Адаб ад-дин ва ад-дунья;
- аль-Мубаррад Китаб аль-камиль[4];
- Ибн Абд-Раббихи «Единственное ожерелье»[5];